# Wangari Maathai
Wangari Muta Maathai (Iite, Nieri, 1 de abril de 1940 — Nairóbi, 25 de setembro de 2011) foi uma professora e ativista política do meio-ambiente do Quênia. Foi a primeira mulher africana a receber o Prêmio Nobel da Paz.
Maathai fundou o Green Belt Movement, uma organização não governamental ambiental concentrado em plantação das árvores, conservação ambiental, e direitos das mulheres. Em 1986, ela foi premiada o Right Livelihood Award, e em 2004, se tornou a primeira mulher africana a receber o Prêmio Nobel por sua contribuição para o desenvolvimento sustentável, a democracia e a paz. Maathai foi eleita membro do Parlamento queniano e era ministra dos recursos ambientais e naturais no governo do Presidente Mwai Kibaki de 2003 – 2005. Além disso, era conselheira honorária do World Future Council. Em 2011, Maathai morreu de câncer de ovário.

## Trajetória
Maathai nasceu na vila de Iite, no condado de Nieri, na Província Central do Quênia, então colônia britânica. Sua família pertence à etnia Kikuyu, o mais numeroso grupo étnico do país, e vive na área há várias gerações. Por volta de 1943, a família se transfere para uma fazenda na província do Vale do Rifte, perto da capital provincial, Nakuru, onde o pai encontrara trabalho. No fim de 1947, Wangari volta com sua mãe para Iite, já que não havia escola na fazenda. 
Em 1956, concluiu a escola primária e foi admitida em um colégio católico para meninas, a Escola de Loreto, em Limuru. Depois de concluir os estudos secundários, em 1959, Maathai pretendia ingressar na Universidade da África Oriental, em Campala, Uganda. Porém, recebe uma bolsa da Fundação Joseph P. Kennedy Jr. e, com outros trezentos quenianos, pôde prosseguir seus estudos nos Estados Unidos a partir de setembro de 1960. Em 1964, torna-se a primeira mulher da África Oriental a obter o bacharelado em biologia, no Mount St Scholastica College, em Atchison, Cansas.
Em 1966, obtém o mestrado em biologia pela Universidade de Pittsburgh e, em seguida, trabalha como pesquisadora em medicina veterinária na Alemanha, em Munique e Giessen, antes de receber o seu doutorado em anatomia na Universidade de Nairóbi, em 1971. Foi a primeira mulher na África Oriental e Central a receber o grau de doutorado.
Maathai continuou a lecionar em Nairóbi, tornando-se professora sênior de anatomia em 1975, presidente do Departamento de Anatomia Veterinária em 1976 e professora associada em 1977. Ela foi a primeira mulher em Nairóbi nomeada para qualquer um desses cargos. Maathai foi ativa no Conselho Nacional de Mulheres do Quênia em 1976-87 e foi sua presidente em 1981-87. Foi enquanto servia no Conselho Nacional de Mulheres que ela apresentou a ideia de plantar árvores com a população, em 1976, e continuou a desenvolvê-la, transformando-a em uma organização de base ampla, cujo foco principal é o plantio de árvores com grupos de mulheres, a fim de conservar o meio ambiente e melhorar sua qualidade de vida. Em 1986, o Movimento estabeleceu uma Rede Pan-Africana do Cinturão Verde e expôs mais de 40 indivíduos de outros países africanos à abordagem. Alguns desses indivíduos estabeleceram iniciativas semelhantes de plantio de árvores em seus próprios países ou usam alguns dos métodos do Movimento do Cinturão Verde para aprimorar seus esforços.
Foi perseguida e presa durante a presidência de Daniel Arap Moi.
Em 2002, atuou foi professora convidada do Global Institute of Sustainable Forestry da Universidade Yale. No mesmo ano, em dezembro, nas primeiras eleições livres do seu país, foi eleita membro do Parlamento queniano. Posteriormente, foi nomeada pelo presidente Mwai Kibaki como Ministra do Meio Ambiente, Recursos Naturais e Vida Selvagem.
Em 2004, mesmo ano que ganhou o Nobel, Maathai fundou o Partido Verde do Quênia e no ano seguinte, foi eleita Presidente do Conselho Econômico, Social e Cultural da União Africana. Foi criticada quando o então novo governo foi apontado como corrupto e ela não renunciou. Apenas quando o governo quis aumentar o número de parlamentares em 2008, Wangari Maathai voltou protestar ao lado da oposição.

## Prêmio Nobel
Wangari Maathai ficou conhecida no mundo pela sua luta de conservação das florestas e do meio ambiente. Ainda na década de 1970, ela fundou o movimento do Cinturão Verde Pan-africano (Pan-African Green Belt Network), no Quênia, uma iniciativa que plantou 30 milhões de árvores. 
"Quando plantamos árvores, nós plantamos as sementes de paz e esperança.
"Maathai manteve-se corajosamente contra o antigo regime opressivo no Quênia", segundo declaração do Comitê Nobel, ao anunciá-la como a vencedora do Nobel da Paz de 2004. "Suas formas de ação únicas contribuíram para chamar a atenção nacional e internacional para a opressão política. Ela serviu como uma inspiração para muitos na luta por direitos democráticos e tem especialmente encorajado as mulheres a melhorar sua situação." Maathai foi a primeira mulher africana a ganhar o prestigioso prêmio.
Cinco anos após receber o Nobel, Wangari Maathai tornou-se Mensageira da Paz das Nações Unidas, a convite do secretário-geral, Ban Ki-moon.
Aos 70 anos, em parceria com a Universidade de Nairobi, funda o Instituto Wangari Maathai para Estudos sobre Paz e Meio Ambiente (WMI).

### Controvérsia
Maathai causou controvérsia entre os comentadores da média, quando, numa conferência de imprensa seguinte ao anúncio do Prêmio Nobel, ela falou em favor da alegação de que o HIV seria um produto criado pelo homem através de bioengenharia, e então lançado na África por cientistas ocidentais não identificados, como uma arma de destruição em massa para "punir os negros". A alegação foi apoiada apenas por uma pequena minoria e é uma das várias teorias conspiratórias sobre a AIDS. Desde então ela evitou assumir uma posição sobre o assunto: "Eu não sei sobre a origem... E espero que um dia saibamos, porque é algo que obviamente todos queremos saber - de onde vem a doença".

## Morte
Wangari Maathai morreu de câncer, aos 71 anos, em Nairóbi. O Programa das Nações Unidas para o Meio Ambiente, Pnuma, emitiu um comunicado expressando pesar pela morte da ambientalista. Nos últimos anos, ela cooperava com a ONU em um projeto que visava plantar 1 bilhão de árvores.

## Prêmios
- 1984: Right Livelihood Award (conhecido como "Prêmio Nobel Alternativo")
- 1991: Prêmio Goldman do Meio-Ambiente
- 1991: Prêmio África[22]
- 1993: Medalha de Edingburg (para "incrível contribuição a humanidade através da ciência")
- 2004: Prêmio Petra Kelly
- 2004: Prêmio Sofia
- 2004: Nobel da Paz
- 2006: Doutor em Serviço Público (grau honorário), Universidade de Pittsburgh[23]
- 2006: Prêmio Indira Gandhi[24]
- 2009: NAACP Image Awards - Prêmio do Presidente (com Al Gore)[25][26]
- 2009: Grande Cordão da Ordem do Sol Nascente do Japão[27]
- 2011: Medalha Nichols-Chancellor concedida pela Universidade Vanderbilt[28]
- 2013: Doutor em Ciências (grau honorário), Universidade de Syracuse, Nova York[29]
- Criação da Cátedra Wangari Maathai de Justiça Ambiental, Universidade Yale[30]

## Publicações (seleção)
- The Green Belt Movement: Sharing the Approach and the Experience. [S.l.]: Lantern Books. 2004. ISBN 978-1-59056-040-2; (1985)
- The bottom is heavy too: even with the Green Belt Movement: the Fifth Edinburgh Medal Address (1994)
- Bottle-necks of development in Africa (1995)
- The Canopy of Hope: My Life Campaigning for Africa, Women, and the Environment (2002)
- Unbowed: A Memoir (2006) ISBN 9780307492333
- Reclaiming rights and resources women, poverty and environment (2007)
- Rainwater Harvesting (2008)
- State of the world's minorities 2008: events of 2007 (2008)
- The Challenge for Africa. [S.l.]: Anchor Books. 2010. ISBN 978-0-307-39028-8; (2009)
- Moral Ground: Ethical Action for a Planet in Peril. (2010) capítulo Nelson, Michael P. e Kathleen Dean Moore (eds.). Trinity University Press, ISBN 9781595340665
- Replenishing the Earth (2010) ISBN 978-0-307-59114-2